# Hendrik van Pruisen (1726-1802)

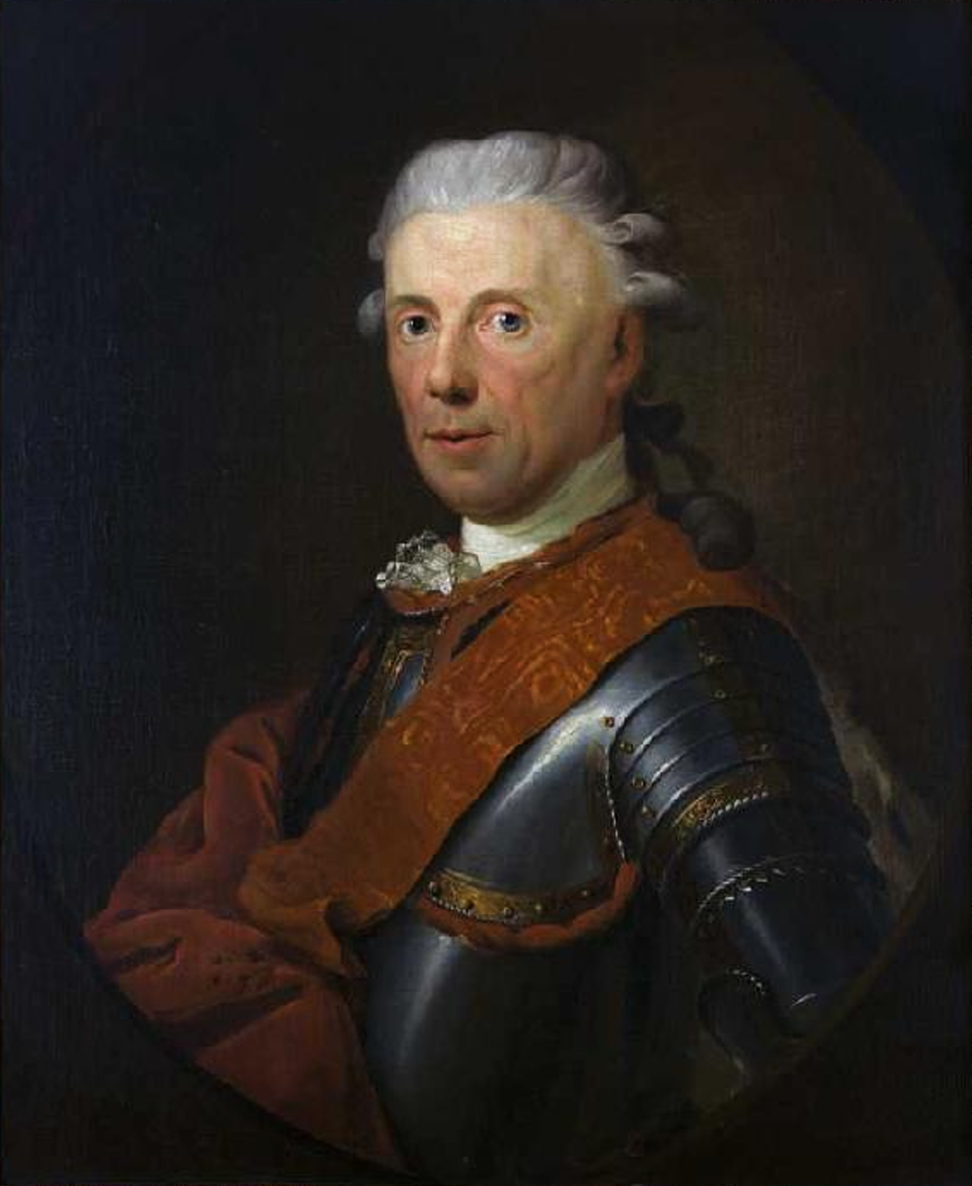
Portret van Hendrik van Pruisen door Anton Graff, circa 1778.

Frederik Hendrik Lodewijk van Pruisen (Berlijn, 18 januari 1726 - Rheinsberg, 3 augustus 1802) was een Pruisisch prins uit het huis Hohenzollern.

## Levensloop

### Jeugd en begin militaire loopbaan
Hendrik was het dertiende kind en de zesde zoon van koning Frederik Willem I van Pruisen uit diens huwelijk met Sophia Dorothea van Hannover, dochter van koning George I van Groot-Brittannië. Hij was veertien toen hij door zijn broer Frederik II tot kolonel van  hoofd van het 35ste fuseliersregiment benoemd werd. In september 1740 begon hij aan zijn militaire opleiding, onder leiding van kolonel Christoph Ludwig von Stille. Onder begeleiding van Stille streed de prins in de Eerste Silezische Oorlog, waarbij hij als adjudant deelnam aan de Slag bij Chotusitz. In mei 1744 kreeg Hendrik de toestemming om zijn regiment persoonlijk te exerceren. Tijdens de Tweede Silezische Oorlog werd hij nabij Tábor bijna gevangengenomen. Kort daarna bewees hij zichzelf tijdens de Slag bij Hohenfriedberg. Op 15 juli 1745 bevorderd tot generaal-majoor, onderscheidde hij zich bij de succesvolle gevechten bij Trautenau, toen het Pruisische leger aan een terugtocht bezig was. Toen hij vervolgens besmet raakte met de pokken, moest hij het leger voortijdig verlaten.

### Deelname aan de Zevenjarige Oorlog
Toen in 1756 de Zevenjarige Oorlog uitbrak, commandeerde Hendrik een brigade bij de invasie van Saksen. Op 16 februari 1757 werd hij gepromoveerd tot luitenant-generaal. In de Slag bij Praag kon hij de rechtervleugel van de vijandelijke troepen omzeilen en zo op een beslissende manier bijdragen aan de Pruisische overwinning in die veldslag. Hendrik wekte met zijn bijdrage aan de overwinning veel bewondering bij zowel officieren als soldaten. Na de Pruisische nederlaag in de Slag bij Kolin leidde hij met veldmaarschalk James Keith de terugtocht naar Saksen en onderscheidde hij zich in de gevechten nabij Leitmeritz. In de daaropvolgende Slag bij Roßbach was Hendrik verantwoordelijk voor de beveiliging van de rechtervleugel, die instond voor de beslissende aanval. Een wond dwong hem daarna om tot in het voorjaar van 1758 in Leipzig te blijven.
Na zijn herstel voerde Hendrik een onafhankelijk commando aan in Saksen, waar hij de Elbe-linie door een manoeuvreeroorlog tegen het Oostenrijkse Rijksleger leidde. In het voorjaar van 1759 voerde hij meerdere offensieven tegen het Rijksleger aan en drong hij via plundertochten door tot aan de Main en tot in Franken. Na de nederlaag van koning Frederik II in de Slag bij Kunersdorf, die zonder gevolg bleven, toonde Hendrik zich zeer actief, drong hij een Oostenrijks legerkorps onder leiding van Karl de Ville terug naar Bautzen en versloeg hij andere korpsen nabij Hoyerswerda (25 september) en Pretzsch (29 oktober). In 1760 werd hij bevelhebber in Silezië, waar hij Breslau ontzette en de samensmelting van de Oostenrijkse en Russische troepen verhinderde. Na in de herfst van 1760 ziek te zijn geworden, werd hij in 1761 weer bevelhebber in Saksen. Op 29 oktober 1762 leidde hij met succes het Pruisische leger bij de Slag bij Freiberg, die het einde van de Saksische campagne en de Zevenjarige Oorlog in het algemeen inluidde. Het was een van zijn laatste militaire wapenfeiten. In 1778 commandeerde hij nog een legerkorps in de Beierse Successieoorlog, maar tot ongenoegen van zijn broer Frederik II bleef hij grotendeels inactief.

### Diplomatieke loopbaan
Na zijn militaire carrière toonde Hendrik zich een bekwame diplomaat. In 1770 en 1771 reisde hij naar Stockholm en Sint-Petersburg om de Eerste Poolse Deling voor te bereiden. Hij probeerde daarbij telkens om zelf de heerschappij in Polen te verwerven. Twee keer werd hem de Poolse troon aangeboden, hetgeen bij zijn broer Frederik II niet in goede aarde viel. Tijdens de Eerste Poolse Deling stuurde Frederik II zijn broer Hendrik naar Sint-Petersburg, om de Pruisische compromisvoorstellen te overhandigen aan tsarina Catharina II van Rusland. De missie verliep succesvol, want op 17 februari 1772 gingen Pruisen en Rusland akkoord met de gebiedsopdelingen. Op 4 maart sloot Oostenrijk zich daarbij aan en op 5 augustus 1772 werd in Sint-Petersburg het officiële delingsverdrag ondertekend.
Toen de Verenigde Staten van Amerika zich in 1776 onafhankelijk verklaarden, kwam Hendrik van Pruisen even in aanmerking om stadhouder van de voormalige Britse kolonies te worden. Tijdens de Amerikaanse Onafhankelijkheidsoorlog werd Hendrik, vermoedelijk door generaal Friedrich Wilhelm von Steuben, in contact gebracht met Alexander Hamilton, de persoonlijke assistent van de Amerikaanse opperbevelhebber George Washington. In hun correspondentie stelde Hamilton aan Hendrik voor om president of zelfs koning van de Verenigde Staten te worden, maar nog voor hij kon antwoorden, werd het voorstel alweer ingetrokken. In 1776 reisde hij ook opnieuw naar Rusland. Toen tijdens zijn verblijf Wilhelmina Louisa van Hessen-Darmstadt, de echtgenote van tsarevitsj Paul, in het kraambed overleed, schoof Hendrik zijn achternicht Sophia Dorothea Augusta Louisa van Württemberg naar voren als nieuwe bruid van de tsarevitsj. In 1784 bracht hij een bezoek aan het Kasteel van Versailles.

### Laatste jaren
Na het overlijden van zijn broer Frederik II in 1786 hoopte Hendrik meer invloed op de Pruisische staatszaken te verwerven door zijn neef Frederik Willem II te adviseren. Zijn invloed bleef echter beperkter dan hij zelf had gehoopt. Van oktober 1788 tot maart 1789 verbleef hij in Parijs, enkele maanden voordat met de bestorming van de Bastille de Franse Revolutie uitbrak. Hij hoopte dat hervormingen door de Staten-Generaal en een financiële hervorming die hij met Jacques Necker had besproken de onrust kon bezweren, maar dit lukte niet.
Gedurende de Franse revolutionaire en napoleontische oorlogen schreef Hendrik talrijke politieke en militaire memoranda, die door zijn neef en zijn minister maar zelden werden bekeken. Hij sprak zich steeds weer uit voor vrede met het revolutionaire Frankrijk en in 1796 pleitte hij zelfs voor een bondgenootschap met het Directoire. Toen zijn achterneef Frederik Willem III in 1797 koning van Pruisen werd, verwierf Hendrik al wat meer invloed. In november 1800 kreeg hij in Rheinsberg zelfs bezoek van Louis Bonaparte, de broer van de Franse Eerste Consul Napoleon Bonaparte.
Hendrik van Pruisen stierf in augustus 1802 op 76-jarige leeftijd. Hij werd bijgezet in het park van het Paleis van Rheinsberg, met een afgebroken piramide als grafmonument.

## Huwelijk en homoseksualiteit
Volgens verschillende historici had hij een voorliefde voor mannen, alsook verschillende homoseksuele relaties. Niettemin huwde hij op 25 juni 1752, met de toestemming van zijn broer, met Wilhelmina van Hessen-Kassel (1726-1808), dochter van prins Maximiliaan van Hessen-Kassel. Het huwelijk bleef kinderloos en het echtpaar leefde ook grotendeels afzonderlijk.
Zijn broer Frederik II liet tussen 1748 en 1753 in Berlijn het Paleis van Prins Hendrik bouwen, dat ingericht werd voor Hendrik en zijn echtgenote en waar tegenwoordig de Humboldtuniversiteit is gevestigd. Hendrik leefde in een van de twee brede zijvleugels, Wilhelmina in de andere; door gescheiden ingangen en trappenhuizen konden ontmoetingen vermeden worden. Ook in het Potsdamer Stadtschloss had hij een woning. De meeste tijd bracht hij echter door op het Paleis van Rheinsberg, die zijn broer hem in 1744 had geschonken. Hij liet er het paleispark op grote schaal uitbreiden en in 1774 een nieuw paleistheater bouwen. Tijdens zijn aanwezigheid voerden acteurs verschillende toneelstukken op, er vonden allerlei concerten plaats en hij ontving er ook talrijke bezoekers, onder wie regelmatig zijn broer Frederik II.
Een van zijn mannelijke favorieten was officier Christian Ludwig von Kaphengst, die hij als zijn adjudant had benoemd en die hem geregeld vergezelde naar Berlijn. Kaphengst, naar verluidt een grote, vrolijke, moedige, geestrijke man met een buitengewone lichamelijke sterkte en een aanstekelijk gevoel voor humor, profiteerde steeds meer van de vertrouwensband met Hendrik om financiële middelen te verkrijgen en domineerde de kleine, spichtige Hendrik ook op andere manieren. In 1774 kocht hij het Slot Meseberg en drie andere landgoederen om ze vervolgens aan Kaphengst te schenken. Daarvoor had hij 29 schilderijen verkocht aan Catharina II van Rusland. Voorts saneerde hij in het huishouden van zichzelf en zijn echtgenote. In Meseberg bevindt zich nog steeds een wenteltrap die van de slaapkamer van Kaphengst naar de logeerkamer van de prins leidde. Toen Kaphengst door koning Frederik II gepromoveerd werd tot kolonel, wees hij Hendrik op een grove manier af en nam hij afscheid. De spilzuchtige Kaphengst verpandde uiteindelijk zijn landgoederen en liet Hendrik achter met een grote stapel schulden. Om die te kunnen aflossen, nam hij in 1784 in Frankrijk een krediet van 130.000 daalders op, waarbij koning Lodewijk XVI van Frankrijk zich persoonlijk borg stelde voor de prins. Vervolgens nam Hendrik afstand van Kaphengst.
Daarnaast was Hendrik van Pruisen een actief lid van de vrijmetselarij en correspondeerde hij vaak met de Parijse loge Mère-Loge Écossaise de France.
- Bibliothèque nationale de France: cb13606750j (data)
- Gemeinsame Normdatei: 11870978X
- International Standard Name Identifier: 0000 0000 6653 6669
- Library of Congress Control Number: n80144708
- Nationale Bibliotheek van Tsjechië: jn20040407005
- Nationale Bibliotheek van Israël: 987007262431205171
- Nationale Bibliotheek van Polen: a0000001688553
- Nederlandse Thesaurus van Auteursnamen: 134284739
- LIBRIS: 210703
- Système universitaire de documentation: 05531435X
- Virtual International Authority File: 14946376
- WorldCat: E39PBJqfMdyVTfRycJc8fC6Myd